# Уста Баба, Пир Мамед
Уста Баба Пир Мамед (азерб. Usta Baba Pirməmməd; 1898, Балаханы — 26 марта 1957, Баку) — советский азербайджанский нефтяник, Герой Социалистического Труда (1948). Лауреат Сталинской премии (1950).

## Биография
Родился в 1898 году в селе Балаханы близ Баку.
С 1916 года — ученик слесаря, с 1923 года — бурильщик, с 1928 года — буровой мастер, инженер капитального ремонта скважин, с 1938 года — директор капитального ремонта скважин, с 1940 года — директор бурового управления «Лениннефть», конторы бурения «Кировнефть», с 1945 года — управляющий конторой бурения «Бузовнынефть». Уста Баба Пир Мамед стал инициатором соревнования за бережливость, введение личных счетов экономии инструментов и материала, активно участвовал в распространении новых методов скоростного бурения скважин и роторного бурения. Участвовал в освоении и сдаче в эксплуатацию Бузовны-Маштагинского нефтяного района.
Активно участвовал в общественной жизни Азербайджана. Член ВКП(б)/КПСС с 1930 года. Депутат Верховного Совета Азербайджанской ССР 4-го созыва.
Скончался 26 марта 1957 года в Баку.

## Признание
- Указом Президиума Верховного Совета СССР от 8 мая 1948 года за выдающиеся успехи в реконструкции нефтяной и газовой промышленности СССР, большой вклад в повышение эффективности производства и качества продукции Уста Баба Пир Мамеду присвоено звание Героя Социалистического Труда с вручением ордена Ленина и золотой медали «Серп и Молот».
- Сталинская премия третьей степени (1950) — как инициатору соцсоревнования за бережливость, введение личных счетов экономии инструмента и материалов